# Carlos Rangel
Carlos Eduardo Rangel Escobar (Bejuma, 1 de julho de 1990) é um voleibolista indoor e jogador de vôlei de praia venezuelano, com marca de alcance no ataque de 350 cm e 343 no bloqueio.

## Carreira
Em 2007, representou seu país na II edição dos Jogos da ALBA sediados em Caracas e finalizou na quarta posição. Em 2013, no vôlei de praia, formou dupla com Fernando Ramos no circuito sul-americano na etapa de Puerto de la Cruze terminaram na nona posição, ainda competiram na etapa de Cochabamba e alcançaram a quinta posição, e na etapa de Sobral conquistaram o quarto lugar, também disputaram o Grand Slam de Corrientes pelo circuito mundial e terminaram no trigésimo terceiro lugar. E com Vicente Salazar conquistou a medalha de bronze nos XVII Jogos Bolivarianos em Trujillo.
Em 2014, disputou a etapa de Viña del Mar pelo circuito sul-americano com Jackson Henríquez e terminaram na quinta posição, repetindo o resultado com Ronald Fayola quando disputaram a etapa de Medellíne o quarto lugar na etapa de Tota. Com Jonathan Golindano estreou no circuito mundial de 2014, no Aberto do Paraná (Argentina) e finalizaram em nono lugar, depois, terminaram em quinto lugar na etapa de Esmeraldas no circuito sul-americano.
Em 2015, na temporada do circuito sul-americano, esteve com Leonard Colina Chourio na etapa de Montevidéuobtendo o quinto lugar, obtiveram as nonas posições na etapa de Coquimbo e também em Camuri Chico, além dos quartos lugares nas etapas de Punta Negrae em Sucre, além do quinto lugar em Cochabamba, já pelo circuito mundial terminaram na quadragésima primeira posição no Aberto de Fuzhou.
No vôlei de quadra (indoor) foi ponteiro receptor nas temporadas de 2011-12 e 2012-13 do Club Voleibol Industriales de Valencia, já nas jornadas de 2013-14 e 2014-15 defendeu as cores da Universidad de Carabobo.Em 2016,  representou a seleção militar na edição do Mundial Militar em Teerã quando alcançou a sexta posição. Ainda em 2016, formou dupla com Adrián Azocar pra disputar a primeira edição da Liga Nacional de Vôlei de Praia, ocasião que representavam o Club Deportivo Guarapiche e conquistaram o vice-campeonato. Com Jonathan Golindano
foi medalhista de prata nos Jogos Bolivarianos de Praia em Iquique no ano de 2016.
Em 2017, representando o Deportivo Guarapiche foi semifinalista da Liga Nacional de Vôlei de Praiana primeira etapa em San Fernando de Apure ao lado de Jonathan Golindano, o bronze na quarta etapa e o quarto lugar na sexta etapa, e no circuito sul-americano terminaram na quarta posição no Grand Slam de Rosário (Argentina)
e foram campeãs na etapa de San Fernando de Apure e terminaram na quinta posição no Finals CSV de 2016-17 em Maringá e terminaram na trigésima sétima posição no Mundial de Viena de 2017.
Em 2018, formou dupla com José Tigrito Gómez e conquistaram a medalha de ouro nos Jogos Sul-Americanos de 2018 em Cochabamba, obtiveram ainda o vice-campeonato no Finals CSV em Resistência (Chaco) e no circuito mundial tiveram como melhor resultado o décimo sétimo lugar no torneio cinco estrelas de Gstaad  e no três estrelas de Qinzhou; e estiveram na edição dos Jogos Centro-Americanos e do Caribe de 2018 em Barranquilla e foram semifinalistas.
Em 2019, esteve com José Tigrito Gómez na etapa de São Francisco do Sul, Coquimbo e Lima, assim como nos torneios três estrelas de Sydney e no quatro estrelas de Doha, foram ainda vice-campeões na Continental Cup em Brasília e na etapa do circuito sul-americano nesta mesma cidade, e competiram no Campeonato Mundial de Hamburgo e finalizaram na trigésima sétima posição.Ao lado de Jackson Henríquez na etapa de Montevidéu na Continental Cup conquistaram o título. Em 2021, esteve com Juan Escalona no circuito espanhol na etapa de Laredo e terminaram em nono lugar. Em 2023, iniciou com  José Tigrito Gómez na etapa de Río Hondo e disputaram o Finals CSV 2022-23 em Uberlândia, obtendo o quinto lugar, depois, com Peter Hernández terminou  na quinta posição nos Jogos Sul-Americanos de Praia de 2023 em Santa Marta.

## Títulos e resultados
- Etapa de Cañete do Circuito Sul-Americano de 2018
- Etapa de Coquimbo do Circuito Sul-Americano de 2018
- Etapa de San Fernando de Apure do Circuito Sul-Americano de 2017
- Etapa de Brasília do Circuito Sul-Americano de 2019
- Etapa de Montevidéu do Circuito Sul-Americano de 2018
- Etapa de Rosário (Argentina) do Circuito Sul-Americano de 2018
- Etapa de Rosário (Argentina) do Circuito Sul-Americano de 2017
- Etapa de Sucre do Circuito Sul-Americano de 2015
- Etapa de Punta Negra do Circuito Sul-Americano de 2015
- Etapa de Tota do Circuito Sul-Americano de 2014
- Etapa de Sobral do Circuito Sul-Americano de 2013
- Jogos Centro-Americanos e do Caribe de 2018
- Jogos da ALBA de 2007